# Iven Giffard Mackay

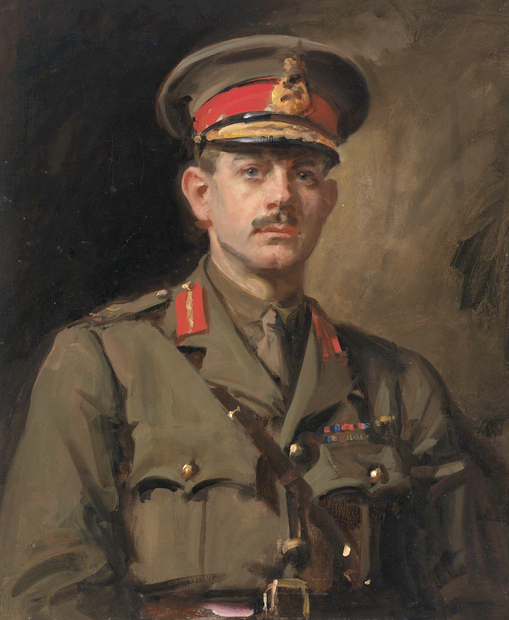
Iven Giffard Mackay

Sir Iven Giffard Mackay (* 7. April 1882 in Grafton, New South Wales; † 30. September 1966 in Sydney) war im Zweiten Weltkrieg ein australischer Generalleutnant.

## Leben
Iven Mackay wurde 1882 als ältestes von drei Kindern von Isaac Mackay, einem presbyterianischen Geistlichen aus Schottland, und seiner in Kanada geborenen Frau Emily Frances (geb. King) geboren. Iven wurde an der Grafton Superior Public School, dem Newington College und ab 1904 an der University of Sydney ausgebildet, die er 1904 mit einem Bachelor of Arts abschloss. Er war Mitglied für das Cricket-Team der Universität, gewann für den Rugby Unionsclub und graduierte im letzten Jahr seines Studiums auch in Physik. Nachdem er ab 1905 an der Sydney Church of England Grammar School unterrichtet hatte, kehrte er 1910 als Assistenzdozent für Physik an die Universität zurück. In Newington war Mackay Sergeant bei den Schulkadetten gewesen. Obwohl er als Student kein Interesse am Universitätsregiment zeigte, wurde er 1911 zum Leutnant im Kadettenkorps ernannt, das im Rahmen des allgemeinen militärischen Ausbildungsprogramms eingerichtet wurde. Im Juli 1913 wurde er zum Milizadjutanten des 26. Infanteriebataillons der Citizen Forces (Reserve der australischen Armee) ernannt. Im Juni 1914 wurde er zum Captain der Citizen Forces befördert.
Nach Ausbruch des Ersten Weltkrieges mit dem Deutschen Reich trat er im August 1914 in die Australian Imperial Force über und wurde als Adjutant beim 4. Infanteriebataillon eingesetzt. Im folgenden Monat heiratete er noch schnell  Mrs. Marjorie Eveline Meredith in Sydney. Ein Reitunfall hinderte Mackay im Dezember 1914 zunächst daran, mit dem 4. Bataillon sofort nach Übersee zu gehen, er schiffte sich aber noch vor Jahresende mit der ersten Verstärkung in Melbourne nach Ägypten ein. Mackay trat im Februar 1915 als Transportoffizier wieder dem 4. Bataillon in Tel el Kebir bei. In dieser Position stand er auch, als das Bataillon im April 1915 aufbrach, um gegen die osmanischen Streitkräfte auf der Halbinsel Gallipoli zu kämpfen. Im Juli 1915 wurde er zum Major befördert und wurde einer der Kompaniechefs im 4. Bataillon. Im folgenden Monat wurde er während der Schlacht um Lone Pine (6.–10. August 1915) etwa 1 Kilometer landeinwärts vom Anzac-Brückenkopf schwer verwundet. Er wurde zur Wiederherstellung zuerst nach Malta und dann nach England evakuiert, er trat seinem Bataillon erst wieder im Februar 1916 bei. Im April 1916 übernahm er selbst das Kommando über das 4. Bataillon und wurde zum Oberstleutnant befördert. Zu diesem Zeitpunkt befand sich sein Bataillon bereits an der Westfront im Raum Bailleul im Departement Nord-Pas-de-Calais in Nordfrankreich und war nach dem Training kurz davor, sich dem Kampf gegen die deutschen Streitkräfte anzuschließen. Mackay führte das Bataillon während des restlichen Jahres 1916. Die Hauptkämpfe für das Bataillon fanden im Juli und August 1916 während der Schlacht an der Somme im Raum Pozieres statt. Er befehligte die australische 1. Infanterie-Brigade zweimal stellvertretend im Januar/Februar 1917 und erneut im April/Mai 1917 während der zweiten Schlacht von Bullecourt. Im August 1917 und auch im November/Dezember 1917 befehligte er die 1. Brigade nochmalig. Im Dezember 1917 wurde ihm das Distinguished Service Order verliehen. Im März 1918 wechselte er vom Kommando des 4. Bataillons und übernahm das 1. Maschinengewehr-Bataillon. Im Juni 1918 übernahm er dann regulär die Führung der 1. Infanterie-Brigade und erhielt gleichzeitig den Rang eines Brevet-Brigadegenerals. Ende des Jahres 1918 wurde er auch noch zum Colonel befördert, wobei die Rangerhöhung auf Juni zurückdatiert wurde. Im Januar 1919 wurde Mackay zum Companion des Order of St Michael and St George ernannt und war für seinen Kriegseinsatz auch mit dem französischen Croix de Guerre ausgezeichnet. Zusätzlich zu seinen Auszeichnungen wurde er während des Ersten Weltkriegs fünfmal in den Depeschen erwähnt. Nach der Fortsetzung des Studium der Physik in England im Jahr 1919 kehrte Mackay Anfang 1920 nach Australien zurück und arbeitete wieder als Dozent und später in administrativen Funktionen an der University of Sydney. Er wurde 1932 zum Schulleiter der Cranbrook School in Sydney ernannt, einer unabhängigen anglikanischen Schule für Jungen im Vorort Bellevue Hill.
Zwischen den Weltkriegen diente er in den Citizen Military Forces (seit 1930 in Miliz Forces unbenannt) und hatte er in den frühen 1930er Jahren nacheinander drei Brigadekommandos inne. Im März 1937 wurde er zum Kommandeur der australischen 2. Division und im Juli desselben Jahres zum Generalmajor befördert. Mackay wurde im April 1940 zum Kommandeur der australischen 6. Division gewählt und führte diese Division 1940/1941 in Nordafrika. In Anerkennung seines Kommandos in Libyen erfolgte im März 1941 seine Ernennung zum Knight Commander des Order of the British Empire. Im folgenden Balkanfeldzug (1941) (April 1941) verteidigten seine Truppen den Ort Brallos und kämpften nach der Evakuierung im Juni/Juli 1941 in Syrien. Mackay wurde im August 1941 nach Australien zurückgerufen, wo er zum Generalleutnant befördert wurde, um General Officer Commanding der Home Forces zu werden, eine Position, die er bis April 1942 innehatte.
Als der australische Oberbefehlshaber Thomas Blamey Generalmajor Sydney Rowell vom Kommando über das I. Corps in Neuguinea entband, ernannte er Generalleutnant Edmund Herring zum Nachfolger. Mackay galt bei der Besetzung lange als zweite Wahl, doch Herring wurde bevorzugt, weil er viel jünger war und für das belastende Klima in Neuguinea geeigneter erschien. Als dann Blamey am 30. Januar 1943 sein Kommando über die New Guinea Force aufgab, übergab er das vorübergehende Kommando an Mackay, damit Herring Urlaub nehmen konnte. Die Zeit war ruhig, ohne dass größere Operationen durchgeführt wurden, Mackay kehrte im Mai 1943 als Oberbefehlshaber der 2. Armee nach New South Wales zurück.
Am 28. August 1943 übernahm Mackay dann erneut das Kommando über die New Guinea Force. Diesmal wurden wichtige Operationen in der Schlacht um die Huon-Halbinsel durchgeführt und Mackays Befehlszeit wurde durch Meinungsverschiedenheiten mit dem Stab von General Douglas MacArthur beeinträchtigt. Jüngere Kommandeure waren der Meinung, dass Mackay energischer hätte sein müssen und die Hilfe seines Vorgesetzten Blamey früher in Anspruch nehmen sollen. Blamey fühlte, dass sein alter Kollege nicht mehr über die Kräfte verfügte, die für die Kampagne in Neuguinea erforderlich waren. Mackay wurde im November 1943 abberufen und übergab das Kommando über die Streitkräfte von Neuguinea an Generalleutnant Sir Leslie Morshead.
Nach dem Ende seines aktiven Dienstes folgte seine Ernennung zum australischen Hochkommissar für Indien, er blieb bis zum Mai 1948 in dieser Position und zog sich dann nach Sydney zurück. Sir Iven vertrat Australien 1952 bei der Enthüllung des britischen Commonwealth-Denkmals für die Gefallenen des Feldzugs von 1941. Er besuchte Athen im Jahr 1961 erneut, um den War Cemetery of Phaleron einzuweihen. Sir Iven Mackay, der von seiner Frau, seinem Sohn und zwei Töchtern überlebt wurde, starb 1966 im Alter von 84 Jahren in seinem Haus in East Lindfield, einem nördlichen Vorort von Sydney.